# Distrito de Florești
El distrito de Floreşti es uno de los distritos (en rumano: raion) en el noreste de Moldavia.
Su centro administrativo (Oraş-reşedinţă) es la ciudad de Florești. El 1 de enero de 2005 tenía una población de 89.200 habitantes. En Floreşti, el PCRM recibió el 54% de los votos en la elección nacional del año 2005.

## Subdivisiones
Comprende la ciudad de Florești y las siguientes comunas:
- Alexeevca
- Ciutulești
- Cuhureștii de Jos
- Cuhureștii de Sus
- Frumușica
- Ghindești
- Gura Camencii
- Gura Căinarului
- Iliciovca
- Izvoare
- Japca
- Nicolaevca
- Prajila
- Prodănești
- Roșietici
- Sevirova
- Ștefănești
- Trifănești
- Vărvăreuca
- Văscăuți